# Зилове
Зилове (от турски: zil) или чампари са традиционни перкусионни музикални инструменти от групата на металните идиофони.
Зиловете имат формата кръгли метални пластинки от кована стомана или месинг със сводеста форма и са най-малката по размери разновидност на инструменти като чинелите и кроталите. Те се завързват срещуположно за палеца и безименния или средния пръст. В танцовата музика те са закрепени към палеца и показалеца на танцьора, като той ги удря в такт с музиката, подобно на кастанетите. При удрянето си издават металически звук. Използват се за ритмичен съпровод при песни и танци. Те могат да бъдат част от дайрето, но съществуват и самостоятелно, нанизани на корда. В този си вид се използват в симфоничните оркестри.
Вариант на зиловете са чинг – инструменти, използвани в музиката на Тайланд и Камбоджа.
1. 1 2  Научноинформационен център „Българска енциклопедия“. Голяма енциклопедия „България“. Том 5.   София, Книгоиздателска къща „Труд“, 2012. ISBN 9789548104272. с. 2042.